# Новое Климово
Но́вое Кли́мово (чув. Ҫӗнӗ Кӗлӗмкасси) — деревня (до 1958 года — посёлок) в Ибресинском районе Чувашской Республики Российской Федерации. Входит в состав Новочурашевского сельского поселения.
Деревня основана в 1927 году.
По состоянию на 2010 год количество дворов в деревне — 36; территория деревни занимает 21,27 га; население — 32 (2015).

## Название
Наименование деревни происходит от названия расположенного в 5 км села Климово, жители которого стали основателями населённого пункта в 1927 году. Используются также варианты названия — Новоклимово или Ново-Климово.
Жителями округи также используется обиходное название деревни — Ҫуннӑ Ҫӗр — «горелая земля» (названа по лесному пожару, произошедшему на местности до основания деревни).

## Физико-географическая характеристика

### Географическое положение
Территория деревни расположена в пределах Чувашского плато, являющегося частью Приволжской возвышенности, в северо-восточной части Ибресинского района на границе с Янгличским сельским поселением Канашского района Чувашии. Через деревню протекает малая река Урюм.
Расстояние до районного центра — посёлка Ибреси — 25 км, до республиканского центра — города Чебоксары — 102 км. До соседней деревни Савка — 2 км, до Нового Чурашево — 8 км, до посёлка Алшихово и Разъезда 275 км — 3 км, до села Климово — 5 км.
В 200 м от северной границы деревни проходит железная дорога — перегон между станциями «Разъезд 275 км» и «Янгличи», с запада, севера и востока окрестности деревни окружает лес Шихранского лесничества Канашского лесхоза. Деревня окружена полем колхоза «Красный партизан». В центре деревни, а также на северо-востоке — пруды. Непосредственно вблизи деревни — в 100 метрах юго-западнее берёт своё начало малая река Урюм. В 2-х км южнее от деревни проходит воздушная линия электропередач — транзитная линия ВЛ-110 кВ «Канаш—Буинск» Южного производственного отделения филиала ОАО «МРСК Волги» — «Чувашэнерго». В 2-х км южнее деревни расположена Глухариная роща с несколькими жилыми постройками.
Деревня, как и вся Чувашская Республика, живёт по Московскому времени.

### Климат
Деревня расположена в зоне умеренно континентального климата с продолжительной холодной зимой и тёплым, иногда жарким, летом. Число часов солнечного сияния за год составляет около 1937 — 46 % от возможных. Наиболее солнечным является период с апреля по август. За год в среднем бывает 95 дней без солнца.
Среднегодовая температура воздуха равна +2,9 °C. Амплитуда колебаний температуры воздуха довольно велика. Самый холодный месяц — январь, среднемесячная температура — −12,3 °C. Самый жаркий — июль, среднемесячная температура — +18,7 °C. Господствующие среднегодовые ветра — юго-западные. В холодную половину года увеличивается повторяемость южных ветров, а в тёплую половину года — северных. Абсолютный минимум температуры — −42 °C. Абсолютный максимум температуры — +37 °C. Период активной вегетации растений, когда среднесуточная температура выше +10 °C длится с начала мая до середины сентября, продолжается 133 дня. Безморозный период длится 148 дней. Первый заморозок в среднем — 2 октября, последний — 6 мая.
За год среднее количество осадков составляет 530 мм. Осадки тёплого периода составляют приблизительно 70 %. Летние осадки носят ливневый характер и сопровождаются грозами, максимум осадков приходится на июль месяц — 70 мм. Устойчивый снежный покров образуется в середине ноября и лежит в течение 5 месяцев. Высота снежного покрова за зиму достигает 43 см. Среднегодовое значение относительной влажности воздуха равно 75 %. Май и июнь — самые сухие месяцы. Среднемесячное значение относительной влажности не превышает 64 %, а в холодный период с октября по март — 88 %. Из неблагоприятных явлений погоды следует отметить туманы и метели, число дней которых в году составляет соответственно 24—44 и 54. К одному из опасных метеорологических явлений также относятся засухи. Засухи сопровождаются суховеями, которые бывают практически ежегодно — слабые, средние 8—9 раз в 10 лет, суховеи интенсивные 3—4 раза в 10 лет.
Летний период с мая по август и зимний с декабря по февраль характеризуются комфортными для отдыха. Агроклиматические условия характеризуются теплообеспеченностью вегетационного периода, что даёт возможность возделывания яровых и озимых зерновых культур, а также овощных, плодовых и кормовых культур.

### Растительный и животный мир
Деревня расположена в лесостепной зоне. Животный и растительный мир представлен животными и растениями прудов, ручья Урюм, леса, колхозного поля, окружающих окрестности деревни. Среди представителей фауны прудов и речки — лягушка, водомерка и другие.
Животный мир деревни и непосредственно прилегающих окрестностей сформировался в результате смешения представителей конкретных природных зон: лесной и степной. Здесь обитают животные и таёжной полосы и области широколиственных и смешанных лесов и животные степной зоны. Животный мир сформировался в результате смешения представителей контрастных природных зон лесной (лось, белка, барсук, заяц, кабан, бурундук) и степной (тушканчик, суслик, хомяк и др.). Наиболее характерные представители лесной фауны также: ёж, крот и другие. Объектами охоты являются также являются куница, лиса, лесной хорёк. Ранее в лесу обитали соболь, медведь, рысь, олень европейский, косуля, волк. Полевой животный мир представлен также полевой мышью и др.
Много представителей птиц, в их числе: сова, ястреб, клёст, снегирь, деревенская ласточка, воробей, жаворонок, стриж, дятел, кукушка, тетерев, рябчик, глухарь, дрозд, поползень, синица, горихвостка, рябчик, куропатка, коростель, сокол, вальдшнеп, а также другие. Среди представителей фауны деревни и её окрестностей также: летучая мышь, ящерица, жаба, обыкновенная гадюка, уж, медянка, а также множество видов насекомых. Насекомые, в частности, представлены муравьями (в лесу — рыжий лесной муравей), медведками, божьими коровками, стрекозой, мягкотелками, клопами-солдатиками и др.
Растительность представлена лесом, кустарниковыми зарослями по пойме реки, лугами, культурной растительностью полей и участками естественной степной растительности. В травостое преобладает разнотравье. В составе флоры имеется большое количество полезных растений. Обширная территория выделена под сенокос. В составе флоры имеется большое количество полезных растений: ива, дуб (дубильные вещества), липа, берёза, ландыш, валериана, полынь, сосна, хмель; из гуттоносов — бересклет бородавчатый. Медоносы: липа, кипрей, медуница и др. Из лесной флоры преобладают мягколиственные породы деревьев, среди которых также: осина, ольха, тополь. Распространены также: вяз, клён. Из хвойных пород также ель и лиственница. По возрасту преобладают молодняки и средневозрастные насаждения. В лесу и по окрестностям деревни также распространены: лещина, дикие груши и яблони, черёмуха, рябина, сирень и множество других видов. Лесные насаждения богаты растениями, обладающие фитоницидными и лекарственными свойствами. Травянистые лекарственные растения представлены также такими представителями флоры, как: багульник, можжевельник, одуванчик, крапива, полынь, подорожник, пастушья сумка, лопух и др. Всего более 30 видов лекарственных растений.
Растительность представлена также незначительными участками степной растительности, которые сохранились на неудобных землях. Это тонконог, костёр, смолёвка, горицвет, полынь. Также распространены такие виды, как: папоротник, борец высокий, чебрец, тимофеевка, жимолость, боярышник, мята, кислица, шиповник, крушина. Медоносы: липа, кипрей, медуница, клевер белый и др. В травостое также — ветреница, хохлатка, первоцвет, сныть, звездчатка, копытень и др. Улица деревни засажена ивами.
В лесу и на лугах произрастают съедобные ягоды: малина, брусника, земляника, клюква, костяника, рябина, смородина, черника, черёмуха, калина, морошка, а также съедобные растения — тмин, щавель. В лесу много грибов: грузди, опята, лисички, сморчки, подберёзовики, маслята, белый гриб, а также мухоморы, бледная поганка, множество других.

## История

### Местность до основания деревни
Миллионы лет назад территория находилась под морскими (океаническими) водами, о чём, в частности, свидетельствуют обнаруженные в речке Шурлахвар, берущей начала в лесу Шихранского лесничества в 2-х км западнее от деревни, окаменелости вымерших моллюсков — аммоноидеи и белемнитов.
О древних обитателях окрестностей местности свидетельствует обнаруженный в 8 км юго-западнее от Нового Климово (около деревни Тойси-Паразуси) археологический памятник бронзового века (II — начало I тысячелетия до н. э.) — курган. На юго-востоке от деревни в 2 км на северо-восток от села Новое Чурашево расположен курган, также относящийся к бронзовому веку.
С X века местность находится на территории первого государственного образования Среднего Поволжья — Волжская Булгария, которая в 30-х годам XIII века была завоёвана монголо-татарами и к 1241 году включена в состав Золотой Орды. К началу XV века территория примыкала к расположенному к юго-востоку Дикому полю. В начале XV века после распада Золотой Орды местность оказалась на территории образовавшегося в 1438 году Казанского ханства, а в 1551 году со всей «чувашской стороной» отошла к Русскому царству.
На 1717—1721 годы местность с населёнными пунктами округи, находилась в составе Князь-Аклычевой сотни Свияжского уезда Казанской губернии. С 1719, после разделения губерний на провинции, территория до 1775 года относится к Свияжскому уезду Свияжской провинции.
С 1811 по 1838 год местность относится к территории Чурашевской волости Цивильского уезда. С 1838 года территория этой волости до 1861 года входила уже в состав Хормалинского сельского правления Асановской волости. С 1861 года местность находится на территории Чурашевского сельского общества Хормалинской волости. С 24 июня 1920 года Цивильский уезд был передан в подчинение вновь образованной Чувашской автономной области. 5 октября 1920 года в составе Цивильского уезда был образован Ибресинский район (на его территории окажется Хормалинская волость), который был упразднён 22 июня 1921 года в связи с образованием самостоятельного Ибресинского (Батыревского) уезда. При этом с 21 апреля 1925 года уезд был уже в подчинении Чувашской АССР.
Окрестность деревни связана с железной дорогой, построенной в начале 1890-х годов. В июне 1890 года в Цивильский уезд была направлена экспедиция для выявления возможности прокладки железнодорожной линии в пределах Казанской губернии. 15 июня 1891 года вышло распоряжение императора Александра III, которое разрешило Акционерному обществу Московско-Казанской железной дороги приступить к строительным работам от Рязани до Казани. В рамках строительства этой дороги с осени 1891 года прокладывалась линия между станциями Сасово и Свияжск. Управление Московско-Казанской железной дороги выбрало расположенное в 20 км от местности чувашское селение Ибреси местом, рядом с которой расположилась одноимённая станция на линии между станциями Алатырь и Шихраны. Линия прошла в 200 метрах от территории будущей деревни и вступила в строй 22 декабря 1893 года.
В конце XIX века в окрестностях будущей деревни на возвышенности была построена ветряная мельница.
В период Гражданской войны территория будущей деревни находилась под контролем Красной Армии.

### 1927—1953
В конце 1920-х годов многие жители крупных населённых пунктов Ибресинского района, расположенных в степной зоне, стали переселяться в лесные зоны. Именно в этот период летом 1927 года было образовано Новое Климово как выселок близлежащего села Климово. Первыми поселенцами нового населённого пункта, в 200-х метрах от которой в лесу проходил участок Московско-Казанской железной дороги Наркомата путей сообщения СССР, стали климовцы И. Волков и Д. Тимофеев. Ближайшей действующей железнодорожной станцией в 1927 году был остановочный пункт Янгличи, открытый ещё в 1893 году. В это время (1927—1929) председателем Климовского сельского Совета был Н. Т. Тимофеев.
В 1930 году в посёлке был организован колхоз «Красный урожай». В 1931 году Новое Климово было подчинено Климовскому сельскому Совету Ибресинского района. С 15 декабря 1932 года посёлок переподчинён Савкинскому сельскому совету. В 1933 году образована сельскохозяйственная артель «Урюм». К 1939 году население посёлка выросло до 207 человек, из них: 103 — мужского пола, 104 — женского.
В 1940 году в 2,5 км на близлежащей Казанской железной дороге, в 1936 году выделившаяся из состава Московско-Казанской железной дороги, был открыт Разъезд 275 км, сыгравший существенную роль в жизни новоклимовцев (в частности, это позволило жителям посёлка ездить за покупками пригородным железнодорожным транспортом в города Канаш или Алатырь).
В годы Великой Отечественной войны в деревне в эвакуации с женой и дочерью жил советский художник Григорий Ингер. В письме от 8 мая 1942 года, посланного из деревни Новое Климово, Григорий Ингер пишет:

Ваше дорогое письмо от 15-го апреля мы сегодня получили! <…> Живем мы, как я тебе уже писал, не плохо. Мы работаем по своей специальности. Поля шьет. Я рисую портреты колхозников, наша работа пользуется большим успехом, получаем за неё продуктами: мукой, картошкой или маслом, так что живем не плохо. Я переписываюсь с Леней, сыном нашего Хаима. <…> Он мне часто пишет и даже обещал выслать мне бумагу для рисования. <…> Мы живем в эпоху великого Сталина, который заботится о всех нас. <…> Мы очень редко видим газеты, радио у нас нет. Почтовое отделение находится в 7 километрах отсюда. <…> О нас не беспокойся, мы живем не плохо.

Из дневниковой записи от 12 декабря 1943 года: «День прошел как всегда, короткий безмолвный зимний день. С каждым днем наша лачужка все глубже погружается в снег»; 14 декабря 1943 года: «Сегодня весь день провёл в лесу — ездил за дровами. Нам помогали деревенские мальчишки. Мы с женой их накормили. Они набросились на еду, как голодные волчата. Они голодают, и картофельный суп и хлеб для них — роскошная еда.». В поисках работы Ингер ходит по соседним деревням. Ингер отзывается о деревенских жителях округи: «Не могу понять психологию этих людей. Они уравновешены, спокойны. Такими могут быть только большие философы — или дети. Может, это высшая человеческая мудрость?». Из дневниковой записи от 25 февраля 1944 года: «Собираемся с женой в деревню Кольцовка — двенадцать километров в стужу, но идти надо. Мы остались без хлеба. Может быть, за работу удастся получить мукой». 22 марта 1944 года: «Зима не отступает: сильные ветры, метели, сугробы, тоска. Вчера после полудня ходили в лес за дровами. Провалились в снег по шею. <…> резкий холодный ветер бил прямо в лицо <…>. Днём рисовал с натуры маленькую девочку. <…> Живёт она с братишкой у мачехи, отец погиб на фронте. <…> Ново-Климово — несколько полуразвалившихся избушек, где царит страшная нужда и голод. Наш сосед с пятью детьми и женой всю зиму сидят без хлеба, получают по 200 грамм в день. Одного из этих детей, Серёжу, я рисовал». 25 марта 1944 года: «Вчера заходил начальник разъезда. Он купил у нас патефон».
В Новом Климово Ингер копирует рисунки итальянского художника Микеланджело, работает над иллюстрациями на военную тему, к произведениям Шолом-Алейхема «Иоселе-Соловей» и «Тевье-молочник», рисует с натуры жителей деревни. Среди произведений Григория Ингера, написанных в годы жизни в Новом Климово: «Колхозницы в поле» (1942), «Брат и сестра» (1943), «Мой спаситель» (1943), «На пороге» (1944), «На пороге. (Маруся)» (1944), «Портрет дочери художника» (1942), «Серёжа» (22 марта 1944).
До 1950-х годов личные хозяйства посёлка значительную часть производимой сельхозпродукции по фиксированным ценам сдавали государству.
В 1950 году артель «Урюм» слился с савкинским колхозом «Красный ударник». В 1951 году к новоклимовскому колхозу «Красный урожай» был присоединён колхоз близлежащей деревни Савка «Красная нива».

### 1954—1991
С 14 июня 1954 года посёлок в подчинении Новочурашевского сельского совета. Жизнь новоклимовцев в этот период непосредственно была связана с колхозом «Красный урожай» (объединяющим хозяйства деревни Новое Климово с хозяйствами деревни Савка), руководителями которого были Арсентьев Фёдор, Москов Алексей, Павлов Николай и Якимов Петр.
В 1958 году новоклимовско-савкинский колхоз «Красный урожай» и колхоз «Красный ударник» были присоединены к новочурашевскому колхозу «Красный партизан». В это время (1954—1964) председателем хозяйства «Красный партизан» был Ятманов Матвей Андреевич.
После административной реформы, в ходе которого был временно упразднён Ибресинский район, более двух лет — с 20 декабря 1962 года до 14 марта 1965 года — деревня находилась в составе укрупнённого Канашского района.
С 1964 по 1992 год председателем колхоза был Г. А. Андреев. В эти годы в Новом Климово были здания мельницы и деревенского клуба. В 1980 году мельница была передана администрацией колхоза «Красный партизан» Ибресинскому этнографическому музею под открытым небом.

### После 1991
С 14 февраля 1992 года по 24 октября 2005 года жизнь колхозников деревни связана с именем председателя А. И. Петрова. С 1993 по 2010 год главой Новочурашевского сельского поселения был И. Я. Денисов. В этот период (после 1991 года) молодые жители стали уезжать в связи с безработицей. Типичным для окрестностей села этого периода является упадок сельскохозяйственной деятельности колхоза «Красный партизан». С 25 октября 2005 год председателем колхоза является Н. М. Иванов.
В 2007 году был рассмотрен проект дороги с твёрдым покрытием до деревни Новое Климово (проектная организация — ЗАО Институт «Чувашгипроводхоз»). Строительство шоссейной дороги Савка — Новое Климово было начато в июле 2007 года. 23 июня 2008 года состоялось торжественное открытие движения автотранспорта на построенной автодороге. На торжество на вертолёте прибыли Президент Чувашской Республики Н. В. Фёдоров, министр градостроительства и развития общественной инфраструктуры Чувашской Республики А. Н. Гончаров, Герой Российской Федерации Н. М. Бударин, депутат Госдумы П. В. Семёнов, глава Нефтеюганского района Ханты-Мансийского автономного округа В. Н. Семёнов, руководитель Администрации Президента Чувашии А. А. Шарапов, Герой Российской Федерации Н. Ф. Гаврилов. Среди гостей также был российский телеведущий Народный артист Российской Федерации Л. А. Якубович, к которому Президент Чувашии Фёдоров обратился со словами: «Похожие события в Чувашии происходят каждый день, а нередко и по две деревни на дню получают дороги с асфальтированным покрытием. Таких регионов в России больше нет, дорогой Леонид Аркадьевич».
В 2008 году жители деревни собрали денежные средства на очистку пруда и обратились за помощью к администрации Новочурашевского сельского поселения, которая заключила договор с ООО «Водостроймонтаж» на проведение очистительных работ в данном водоёме за счёт средств местного бюджета и пожертвований жителей.
12 июля 2009 года жители деревни отметили 80-летие своего населённого пункта. Состоялись праздничный концерт, торговля, игры для детей и спортивные состязания. С концертной программой выступили коллектив художественной самодеятельности при Новочурашевском СДК и детская фольклорная группа «Шӑнкӑрма» села Климово. В мероприятиях выступили эстрадные певцы Чувашии Антонина и Пётр Красновы, Рена Грачёва.
12 июля 2014 года жители деревни отметили день деревни, которой в 2014 году исполнилось 85 лет.

## Население
До конца 1970-х годов для деревни были характерны многодетные семьи. Большинство уроженцев разъезжалось в разные концы СССР; в частности, в города Чебоксары, Заволжье (Нижегородская область).
Жители деревни по национальности чуваши и русские. Православные жители деревни являются прихожанами Климовского храма Покрова Пресвятой Богородицы, для которой жители собирали деньги на колокол.
| 207 | ↘123 | ↘59 | ↘55 | ↘50 | ↘46 | ↘45 | ↘42—44 | ↗43 — 47 | ↘37—41 | ↗42 | ↘41 | ↘32 |

Деревня в основном состоит из взрослого и пожилого населения. Количество пенсионеров на 1 января 2011 года — 17 человек. С 2002 по 2006 не родилось ни одного ребёнка. Численность населения сокращается из-за отсутствия естественного прироста, высокой смертности и старения населения.
По состоянию на 1999—2002 годы количество дворов в деревне — 31; на 2004 год — 34, на 2008 — 36.

## Экономика деревни

### Местное хозяйство
Экономика деревни имеет аграрную направленность. С момента образования деревни жители занимались различными видами сельскохозяйственной деятельности. Жители имеют возможность заготовки дров, хвороста для печного отопления, а также древесины для хозяйственных построек.
Традиционными видами деятельности также считаются хлебопечение, бортничество, маслоделие, птицеводство, скотоводство, коневодство, а также обслуживание железнодорожной станции «Разъезд 275 км» и железнодорожного участка Канаш — Ибреси Горьковской железной дороги. С начала 1990-х годов многие жители работают в организациях посёлка Ибреси.
В частном приусадебном хозяйстве жители в основном заняты огородничеством. Развито хмелеводство. Садоводство развивается выращиванием различных сортов яблони, крыжовника, малины, смородины, сливы, винограда, тёрна и др. На 1 января 2004 года личные подсобные хозяйства в деревне занимают 15,89 га.
Популярны охота и рыболовство. Скотоводство представлено выращиванием крупного рогатого скота (коровы), овец, коз. К 2000-м годам поголовье скота, выращиваемого в личных подворьях, в деревне сократилось. У многих хозяев есть лошади. Также разводят свиней и кроликов.

### Социально-бытовое обслуживание
Объекты социальной сферы, используемые жителями деревни Новое Климово, расположены в близлежащей деревне Савка, а также в селе Новое Чурашево. Ближайшее предприятие торговли, представленное магазином потребительской кооперации, расположено в деревне Савка. В Савке находится обслуживающий жителей деревни дом культуры. В Новом Чурашево находятся ближайшие отделения «Сбербанка России» и «Росгосстраха», средняя общеобразовательная школа, детский сад, кафе-столовая, парикмахерская, ветеринарный участок с пунктом искусственного осеменения, пилорама и столярный цех, мельницы.
Медицинское обслуживание жителей деревни обеспечивают Савкинский фельдшерский пункт, отделение общей (семейной) врачебной практики в Новом Чурашево, Новочурашевская участковая больница и Ибресинская центральная районная больница. Здание деревенского клуба не функционирует.
Источниками водоснабжения являются поверхностные и подземные воды. Имеющиеся колодцы обеспечивают жителей пресной водой.
Газ используется в целях отопления жилых домов. В каждом доме также дополнительно имеются печи. Во дворах — бани. Общая площадь жилищного фонда — 1,217 тыс.кв.м. Весь жилищный фонд на правах частной собственности.
Электроснабжение осуществляется от системы предприятия «Чувашэнерго» через опорные подстанции «Рассвет» и «Ибреси». Канализация и водопровод отсутствуют. В деревне 4 уличных светильника. Ближайшее кладбище находится близ деревни Савка.
На южной стороне деревни построена автостоянка.

### Связь и СМИ
Деревня телефонизирована. Доступна сотовая связь, обеспечиваемая операторами «Билайн», «МегаФон» и «МТС». Установленные в домах радиоточки принимают передачи радиостанций «Радио России» и «Радио Чувашии». Население также использует эфирное телевидение, позволяющее принимать национальный телеканал компании ГТРК «Чувашия» на чувашском и русском языках. Ближайшее отделение почтовой связи ФГУП «Почта России», обслуживающей жителей деревни, находится в деревне Новое Чурашево.
8 ноября 2011 года с аукциона был продан земельный участок площадью 40 м², расположенный в деревне; целевое назначение: для размещения линии связи; победителем стало ЗАО «Нижегородская сотовая связь».
Основным источником информации о жизни района для жителей деревни является районная газета «Ҫентерӱшӗн!» («За Победу!») и Интернет-портал Новочурашевского сельского поселения.

### Транспорт
В 2008 году от автодороги «Аниш» до деревни проложена дорога с твёрдым покрытием (шоссейная дорога) Савка — Новое Климово протяжённостью 3,294 км. Вид покрытия автодороги — асфальтобетон; ширина проезжей части — 6,0 м; ширина земляного полотна — 10,0 м. Дорога построена силами Ибресинского ДРСУ — филиала ГУП ЧР «Чувашавтодор» за счёт средств республиканского бюджета. Дорога обеспечивает круглогодичное автотранспортное сообщение деревень Савка и Новое Климово с районным центром — Ибреси, и связывает с сетью дорог общего пользования.
В сентябре 2008 года в «целях создания необходимых условий для получения качественного образования учащимися сельских школ в рамках приоритетного национального проекта „Образование“» был открыт маршрут движения автобуса Новочурашевской средней общеобразовательной школы по маршруту Новое Чурашево — Новое Климово для перевозки учащихся из деревень Савка и Новое Климово. Однако автобус выезжал нерегулярно.
Дорога по единственной улице деревни грунтовая. Некоторые жители деревни, кроме легковых автомобилей, имеют в собственности грузовые автомобили и тракторы. Традиционно жители также пользуются гужевым транспортом, велосипедом и мотоциклами.
В лесу в 2,5 км от деревни находится железнодорожная станция «Разъезд 275 км» Горьковской железной дороги РЖД с перроном — остановка пассажирских пригородных поездов, курсирующих между городами Канаш и Алатырь. В 2011 году курсировали 9 пригородных поездов в сутки (поезда № 6390—6398), делающие остановку на «Разъезде 275 км», — 4 поезда в сторону Алатыря и 5 — в сторону Канаша. Со второй половины 2000-х годов курсируют рельсовые автобусы РА2.

## Образование и культура
Некоторое время в деревне работала начальная школа. Школьники из Нового Климово посещали школы, расположенные в близлежащих сёлах. В настоящее время образование новоклимовцы получают в селе Новое Чурашево, в которой с 1931 года существовала школа сельской молодёжи (с 1953 года — средняя школа), в которую ходили из 12 окрестных деревень. Также школьники посещали школу в селе Янгличи Канашского района.
В период Великой Отечественной войны в деревне в эвакуации жил и работал советский художник-график Герш Ингер. Его работы, созданные в период жизни в Новом Климово, хранятся, в частности, в фондах Чувашского государственного художественного музея, Картинной галереи города Красноармейска Московской области, Тульского музея изобразительных искусств.
В апреле 2011 года в городе Саранске, в рамках Всемирного фестиваля подводного изображения, проходил 6-й Международный детский фестиваль «Подводный мир», на котором уроженка села студентка 2-го курса Канашского педагогического колледжа Елена Рыжова представила картину «Резвятся над морем дельфины», вышитую разноцветными нитками. Автор картины получила два диплома фестиваля: по результатам конкурса изобразительного творчества «Подводный мир глазами детей» и по результатам интернет-голосования (приз зрительских симпатий). Елена Рыжова также исполнила роль деревенской девушки, показывающей чувашскую вышивку на платье, в документальном фильме о Чувашии (из серии «Тюрки России»), снятом под эгидой Русского географического общества и Телерадиокомпании «Мир».
Ближайшая библиотека расположена в Новом Чурашево.

## Планировка и архитектура села
Жилые дома в селе кирпичные или деревянные, некоторые из которых были построены более полувека назад. Многие деревянные дома из бруса облицованы кирпичом.
Дворы, как правило, имеют П-образную планировку, имеют деревянные или металлические ворота. Сады примыкают к фасаду жилых домов и огорожены заборами. Земельные участки жителей огорожены только по периметру села (между участками разных хозяев заборы отсутствуют). Во дворах — бани.
Как правило, во дворах — постройки для содержания скота (хлев) и птицы, а та же для хранения корма для скота (сено и солома), кладовые для хранения зерна (овёс, пшено и др.), дровницы; в саду — летние кухни (чуваш. — лаҫ), используемые для готовки еды в летнее время.
Застройка плотная, компактная. Огороды и гумна тянутся вокруг села. В селе одна улица — улица Ленина (в честь первого руководителя Советского государства В. И. Ленина). Длина улицы — 710 м.

## Достопримечательности
Деревенский амбар постройки начала XX века был включён в список памятников истории и культуры местного (Чувашской Республики) значения, подлежащих государственной охране.
В Ибресинский этнографический музей под открытым небом из деревни была вывезена мельница, которая в настоящее время является экспонатом музея. Мельница была построена до образования деревни — в конце XIX века.

## Известные новоклимовцы
- Ингер, Герш Бенционович — советский художник; в годы Великой Отечественной войны жил в деревне с женой и детьми в эвакуации (1941—1944[~ 13]);
- Ингер, Мария Григорьевна (род. 1935) — российский писатель, автор книг о своём отце — советском художнике Г. Б. Ингере (издания: «Григорий Ингер», 2006; «Дон Кихот Сервантеса в пересказе Марии Ингер и картинках Григория Ингера», 2010), в детстве — в годы Великой Отечественной войны — жила в деревне с родителями в эвакуации (1941—1944);
- Краснова, Антонина Николаевна (род. 1967) — Заслуженная артистка Чувашской Республики[72] (2005), родилась в деревне[73];
- Москов, Илья Николаевич (род. 1971) — спортсмен, чемпион Югославии по конному спорту[74] (1998), родился в деревне.

## Комментарии
1. ↑  С 1781 года по 1796 год именовалась Казанским наместничеством.
2. ↑  Волость просуществовала до 1927 года
3. ↑  Расширенный за счет волостей, принятых из Буинского и Тетюшского уездов
4. ↑  Название «Ибресинский уезд» в документах уездных органов и органов Чувашской АО до 5 марта 1923 года использовалось в отношении Батыревского уезда: название «Батыревский уезд» неофициально использовалось с 22 июня 1921 года и официально с 20 февраля 1922 года; фактически это название начало использоваться с 6 марта 1923 года до упразднения уезда 1 октября 1927 года
5. ↑  С 1925 — станция Канаш.
6. ↑  Полина Израилевна Полевая
7. ↑  Мария Григорьевна Ингер
8. ↑  На фронт не попал в связи с потерей слуха
9. ↑  Из дневниковой записи от 23 декабря 1943 года: «Последние два дня ходил по деревням, искал работу. Был в Янгельчах — чувашкой деревне.»
10. ↑  В настоящее время картины — в собрании Чувашского государственного художественного музея
11. ↑  Часть съёмок фильма производилась в соседней деревне Савка
12. ↑  Код памятника: 2100473000 (недоступная ссылка — история).. Находится в частной собственности.
13. ↑  В апреле 1944 года семья Ингеров возвращается из Чувашии в Москву